# Condado de Pike (Illinois)
El condado de Pike es un condado del estado de Illinois, Estados Unidos. Tiene una población estimada, a mediados de 2023, de 14 342 habitantes.
La sede del condado es Pittsfield.

## Geografía
Según la Oficina del Censo, el condado tiene una superficie total de 2200 km², de los cuales 2150 km² corresponden a tierra firme y 50 km² están cubiertos de agua.

### Condados adyacentes
- Condado de Adams - norte
- Condado de Brown - noreste
- Condado de Scott - este
- Condado de Morgan - este
- Condado de Greene - sureste
- Condado de Calhoun - sur
- Condado de Pike, Missouri - suroeste
- Condado de Ralls, Missouri - oeste
- Condado de Marion, Missouri - noroeste

## Demografía

### Censo de 2020
Según el censo de 2020, en ese momento el condado tenía una población de 14 739 habitantes. La densidad de población era de 6.9 hab/km². Había 7260 viviendas en la región. El 94.78% de los habitantes eran blancos, el 0.50% eran afroamericanos, el 0.26% eran amerindios, el 0.29% eran asiáticos, el 0.05% eran isleños del Pacífico, el 0.71% eran de otras razas y el 3.43% eran de una mezcla de razas. Del total de la población, el 1.78% eran hispanos o latinos de cualquier raza.

### Estimación 2018-2022
De acuerdo con la estimación 2018-2022 de la Oficina del Censo, el 6.0% de los habitantes tienen menos de 18 años de edad, el 72.5% tienen entre 18 y 64 años, y el 21.5% tienen 65 años o más. La edad media es de 42.8 años.
Los ingresos medios de los hogares del condado son de $55 514 y los ingresos medios de las familias son de $76 522. Los ingresos per cápita en los últimos doce meses, medidos en dólares de 2022, son de $28 895. Alrededor del 13.5% de la población está por debajo de la línea de pobreza, entre ellos el 15.0% de los menores de 18 años y el 10.7% de quienes tienen 65 años o más.

### Evolución demográfica
|       | 1900   | 1910   | 1920   | 1930   | 1940   | 1950   | 1960   | 1970   | 1980   | 1990   | 2000   | 2010   | 2020   | 2023 (est.) |
| ----- | ------ | ------ | ------ | ------ | ------ | ------ | ------ | ------ | ------ | ------ | ------ | ------ | ------ | ----------- |
| TOTAL | 31 595 | 28 622 | 26 866 | 24 357 | 25 340 | 22 155 | 20 552 | 19 185 | 18 896 | 17 577 | 17 384 | 16 430 | 14 739 | 14 342      |

## Comunidades

### Ciudades y villas
| - Barry - Baylis - Detroit - El Dara | - Florence - Griggsville - Hull - Kinderhook | - Milton - Nebo - New Canton - New Salem | - Pearl - Perry - Pittsfield - Pleasant Hill | - Time - Valley City |

### Lugares designados por el censo (census-designated places,CDP)
- Rockport